# Lavotchkine La-150
Le Lavotchkine La-150 (en russe : Лавочкин Ла-150) était un prototype de chasseur à réaction conçu et fabriqué en Union des républiques socialistes soviétiques par le bureau d'études (OKB) Lavotchkine peu de temps après la fin de la Seconde Guerre mondiale.